# Carentoir
Carentoir (bretonisch Karantoer) ist eine französische Gemeinde mit 3.137 Einwohnern (Stand 1. Januar 2022) im Département Morbihan in der Region Bretagne.

## Geografie
Carentoir liegt im Osten des Départements Morbihan. Bis nach Rennes sind es ungefähr 50 Kilometer. An der südlichen Gemeindegrenze verläuft der Fluss Rahun.

## Gliederung
| Ortsteil                       | ehemaliger INSEE-Code | Fläche (km²) | Einwohnerzahl (2016) |
| ------------------------------ | --------------------- | ------------ | -------------------- |
| Carentoir (Verwaltungssitz)000 | 56033                 | 59,02        | 2689                 |
| Quelneuc                       | 56183                 | 13,85        | 0540                 |

## Geschichte
Chroniken erwähnen die Kirche Saint-Marcoul erstmals am 14. Oktober 833. Im 12. Jahrhundert waren die Ritter des Templerordens die Lehnsherren. Bei den Religionskriegen zwischen Hugenotten und der Katholischen Liga kam es in Carentoir zu starken Verwüstungen. Im Mittelalter gehörte sie verschiedenen Lehnsherren. Nach der Französischen Revolution wurde die Gegend durch Gefechte zwischen Truppen der französischen Regierung und Anhängern der Chouannerie verwüstet.
Am 2. Mai 1863 entstand durch Abspaltung von Carentoir die Gemeinde Quelneuc. Diese wurde am 1. Januar 2017 wieder nach Carentoir eingemeindet.

## Bevölkerungsentwicklung
Im Jahr 1800 betrug die Zahl der Einwohner 5681 Einwohner. Bis weit ins 19. Jahrhundert blieb die Einwohnerzahl auf einem hohen Niveau von über 5000 Bewohnern. Danach kam es zu einem dramatischen Bevölkerungsverlust innerhalb weniger Jahre (1861–1876: −26 %). Danach stabilisierte sich die Zahl der Bewohner über Jahrzehnte. Nach einem Abwärtstrend zwischen 1911 und 1975 (−40 %) haben sich die Einwohnerzahlen stabilisiert (1975–2012: +16 %).
| Jahr      | 1962 | 1968 | 1975 | 1982 | 1990 | 1999 | 2006 | 2012 | 2019 |
| Einwohner | 2558 | 2435 | 2355 | 2556 | 2495 | 2544 | 2698 | 2730 | 3074 |

## Sehenswürdigkeiten
- Kirche Saint-Marcoul (aus dem Jahr 1888)
- Templerkirche Saint-Jean-Baptiste aus dem 12./13. Jahrhundert
- Schloss von Le Mur
- Schloss von La Ville-Quéno
- Schloss von La Bourdonnaye (19. Jahrhundert, teilweise 16. Jahrhundert)
- Kapelle Saint-Hyacinthe
- Freizeitpark La Ferme du Monde mit 400 Nutztierarten aus fünf Kontinenten

## Persönlichkeiten
- Jean Marie Etrillard (1900–1976), römisch-katholischer Ordensgeistlicher und Bischof von Gagnoa